# تسغاناشي
تسغاناشي هي قرية تقع في إقليم ياش في رومانيا وبلغ عدد سكانها 4,290 نسمة في عام 2002.